# Marten (Bulgária)
Marten (búlgaro:Мартен) é uma cidade da Bulgária, localizada no distrito de Ruse. A sua população era de 3,691 habitantes segundo o censo de 2010.

## População
| Marten | Marten | Marten | Marten | Marten | Marten | Marten | Marten | Marten | Marten | Marten | Marten | Marten | Marten | Marten | Marten | Marten | Marten | Marten | Marten |
| --- | ------ | ------ | ------ | ------ | ------ | ------ | ------ | ------ | ------ | ------ | ------ | ------ | ------ | ------ | ------ | ------ | ------ | ------ | ------ |
| Ano | 1887   | 1910   | 1934   | 1946   | 1956   | 1965   | 1975   | 1985   | 1992   | 2001   | 2002   | 2003   | 2004   | 2005   | 2006   | 2007   | 2008   | 2009   | 2010   |
| População |        |        |        | …      | …      | …      | …      | …      | 4,465  | 4,143  | 4,040  | 3,982  | 3,980  | 3,956  | 3,867  | 3,808  | 3,746  | 3,719  | 3,691  |
| Fontes: Instituto Nacional de Estatísticas, „citypopulation.de“, „pop-stat.mashke.org“, Bulgarian Academy of Sciences |        |        |        |        |        |        |        |        |        |        |        |        |        |        |        |        |        |        |        |